# Misugu Okamoto
Misugu Okamoto (japanisch 岡本 碧優 Okamoto Misugu; * 22. Juni 2006 in Takahama, Präfektur Aichi) ist eine japanische Skateboarderin.
Misugu Okamoto wurde 2019 im Alter von nur 13 Jahren Weltmeisterin in der Disziplin Park. Bei den Olympischen Sommerspielen in Tokio wurde sie in der Disziplin Park Vierte.

## Leben und Karriere
Okamoto wurde am 22. Juni 2006 in Takahama geboren. Mit dreizehn Jahren gewann sie 2019 die World Skate World Park Championship. Außerdem gewann sie auch drei weitere olympische Qualifikationsveranstaltungen. Im November 2019 war sie die erste Skaterin, die einen Kickflip Indy im Frauenwettbewerb landete. 2021 wurde bekannt gegeben, dass Okamoto sich für den Olympischen Sommerspielen 2020 qualifiziert hatte. In der Veranstaltung wurde sie Vierter.